# Burg Coucy
Die Burg Coucy (französisch château de Coucy, picardisch câtiau Couchi) in Coucy-le-Château-Auffrique ist die Ruine einer der bedeutendsten mittelalterlichen Feudalburgen Europas. Burg und Stadt von Coucy liegen im Département Aisne (Picardie) zwischen Laon und Soissons. Ohne dass es eine zwingende militärische Notwendigkeit für diese Entscheidung gab, wurde die gewaltige Höhenburganlage 1917 während des Ersten Weltkriegs von deutschen Truppen durch die Sprengung des riesigen runden Donjons schwer beschädigt. Dieser war bis zu jenem Datum mit einer Höhe von 54 Metern der höchste Donjon Frankreichs.

## Geschichte

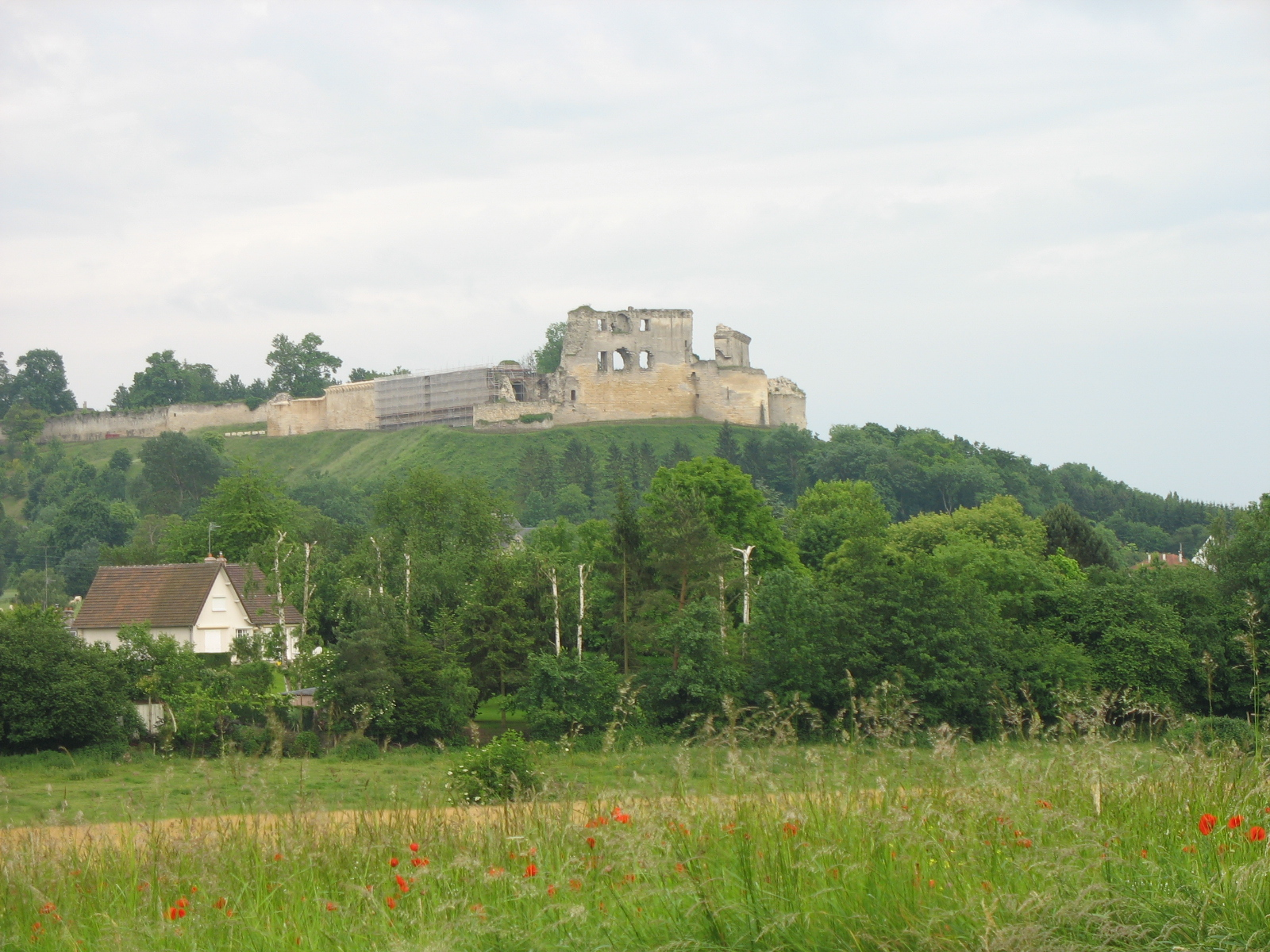
Die Ruinen der Kernburg

Die Ursprünge der heutigen Burganlage gehen bis in das frühe 10. Jahrhundert zurück, als der Erzkanzler und Erzbischof von Reims Herive um 920 eine erste kleine Befestigung zum Schutz seines Lehen errichten ließ.
Im Jahre 1066 wurde Enguerrand I. de Boves mit der Burg Coucy belehnt, der ab 1079 mit dem Ausbau der Feste begann. Die Familie benannte sich in der Folge nach ihrem neuen Lehen. Die reichen und mächtigen Barone von Coucy verbanden sich rasch durch zahlreiche Hochzeiten mit den großen Hochadelsfamilien Europas.
Enguerrand III. erhob 1226 Ansprüche auf den französischen Königsthron. Diese als Hochmut empfundene Forderung Enguerrands wurde durch die spätere Regentin Blanka von Kastilien vereitelt.
Als Statussymbol und Machtzeichen ließ Enguerrand III. in einem Akt des kolossalen Ausbaus der Gesamtanlage ab 1220 in fast 20 Jahren mit der Stadtmauer (die massive Ausgestaltung des Port de Laon und 35 Türmen) und Hauptburg, insbesondere den aufwendigsten Donjon des französischen Mittelalters errichten. Dieser Bergfried übertraf die Dimensionen der Haupttürme der königlichen Anlagen des hochmittelalterlichen Louvre. Auf der Baustelle sollen 800 Steinmetze gleichzeitig beschäftigt gewesen sein.

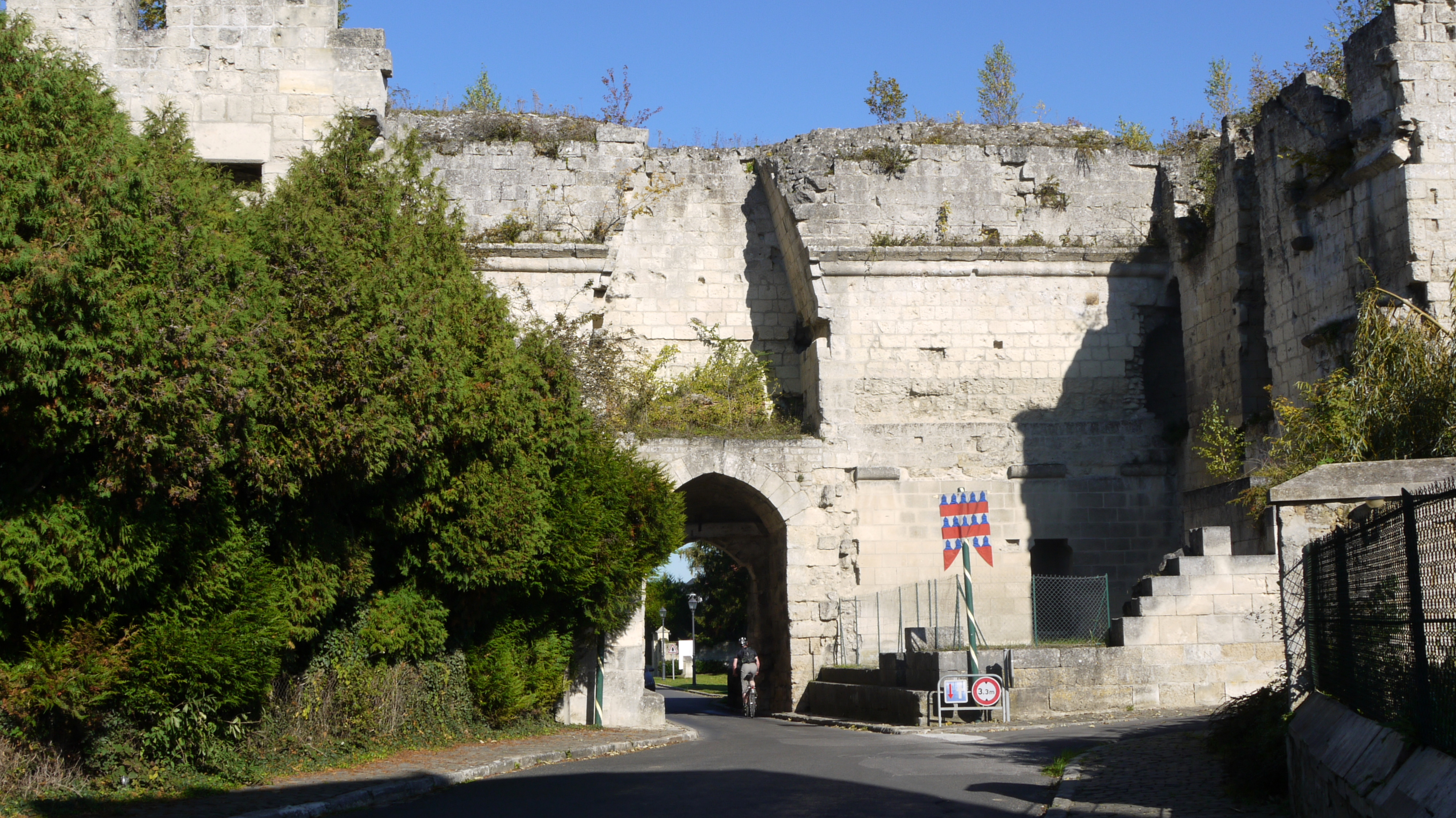
Das Porte de Laon

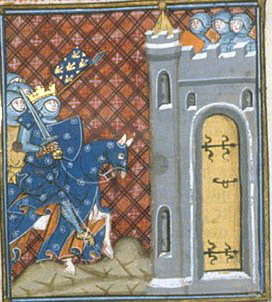
Belagerung der Burg Coucy durch Ludwig VI. im frühen 12. Jahrhundert (Darstellung aus dem 14. Jahrhundert)

Die Burg wurde 1339 vergeblich von englischen Truppen belagert, von Enguerrand VII., mütterlicherseits Habsburger, modernisiert und ausgebaut und fiel nach dem Aussterben der Barone im Jahre 1400 an die Krone zurück.
In den folgenden Jahrhunderten wechselte die Feste mehrmals den Besitzer, wurde belagert, um- und ausgebaut. 1652 sprengten die Truppen des Kardinals Mazarin die Gewölbe des Donjons und verwüsteten die Burganlage. Der Burgherr hatte die Übergabe verweigert, er wollte seine ererbten Feudalrechte nicht an den absolutistischen König abtreten.
Die Anlage teilte in der Folge das Schicksal vieler Burgen: Sie wurde als Steinbruch und Gefängnis sowie als Altersheim benutzt. Im 19. Jahrhundert erkannte man schließlich den hohen baugeschichtlichen und historischen Wert dieses Hauptwerkes mittelalterlicher Wehrarchitektur. Der Architekt und Kunsthistoriker Eugène Viollet-le-Duc begann 1856 mit der Wiederherstellung und teilweisen Ergänzung des Donjons und der Außenwerke.
Während des Ersten Weltkriegs geriet die Burg – seit 1914 durch deutsche Truppen besetzt – 1917 in die Nähe der Frontlinie. Das deutsche Heereskommando beschloss trotz der Proteste deutscher und ausländischer Historiker und des bayerischen Kronprinzen Rupprecht im Zuge des Unternehmens Alberich die Sprengung des Donjon. Am 27. März 1917 wurden 28 Tonnen Dynamit im Turm verteilt und gezündet. Vorher wurde noch eine genaue Bauaufnahme und Dokumentation durch Fachleute angefertigt.
Bereits im Jahr 1915 hatte der bekannte Architekt und Burgenforscher Bodo Ebhardt während einer im Auftrag Kaiser Wilhelms II. unternommenen Rundreise durch die Kriegsgebiete Belgiens und Nordfrankreichs die Anlage besucht. Ebhardt arbeitete etwa zehn Tage in der Burg und fertigte zahlreiche Zeichnungen und Pläne des Bestandes an. Aus seiner nationalistischen Sichtweise heraus interpretierte Ebhardt die Großburg Coucy als ein „Beispiel echter ritterlicher, germanischer Kraftentfaltung des damals die geringwertige gallische Masse beherrschenden fränkischen Herrengeschlechtes“. Während seines Aufenthaltes besuchte überraschend auch der Kaiser zusammen mit dem Kronprinzen die Feste.

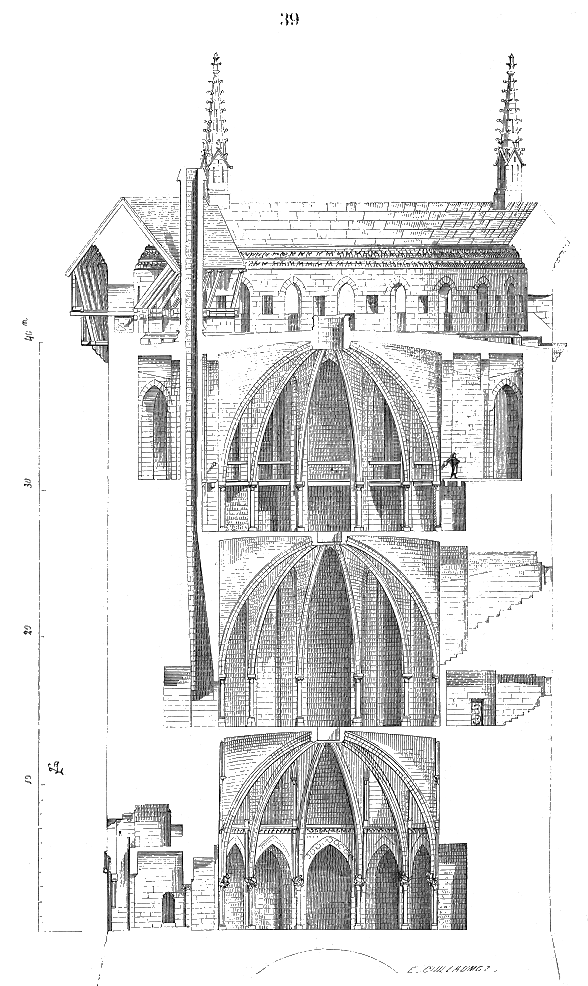
Der Donjon vor der ersten Sprengung durch die Truppen Mazarins. Rekonstruktion von Eugène Viollet-le-Duc, 1856.

Die Sprengmeister arbeiteten so gründlich, dass heute nur noch ein großer Schutthaufen den Standort des Monumentalbaus anzeigt. Auch die anderen Teile der Kernburg wurden schwer beschädigt, vor allem die äußere Ringmauer mit ihren Flankierungstürmen. Jeder dieser Außentürme hatte ursprünglich die Dimensionen eines „normalen“ Donjons. Zeitgenössische Luftbilder deuten darauf hin, dass auch diese Bauteile gezielt gesprengt wurden.
Nach dem Zweiten Weltkrieg wurden die Reste der Burganlage gesichert sowie teilweise ergänzt und können heute besichtigt werden. Einige Idealisten planen sogar die Rekonstruktion des riesigen Turmes, die aber angesichts der ungeheuren Kosten wohl ein Wunschtraum bleiben dürfte.

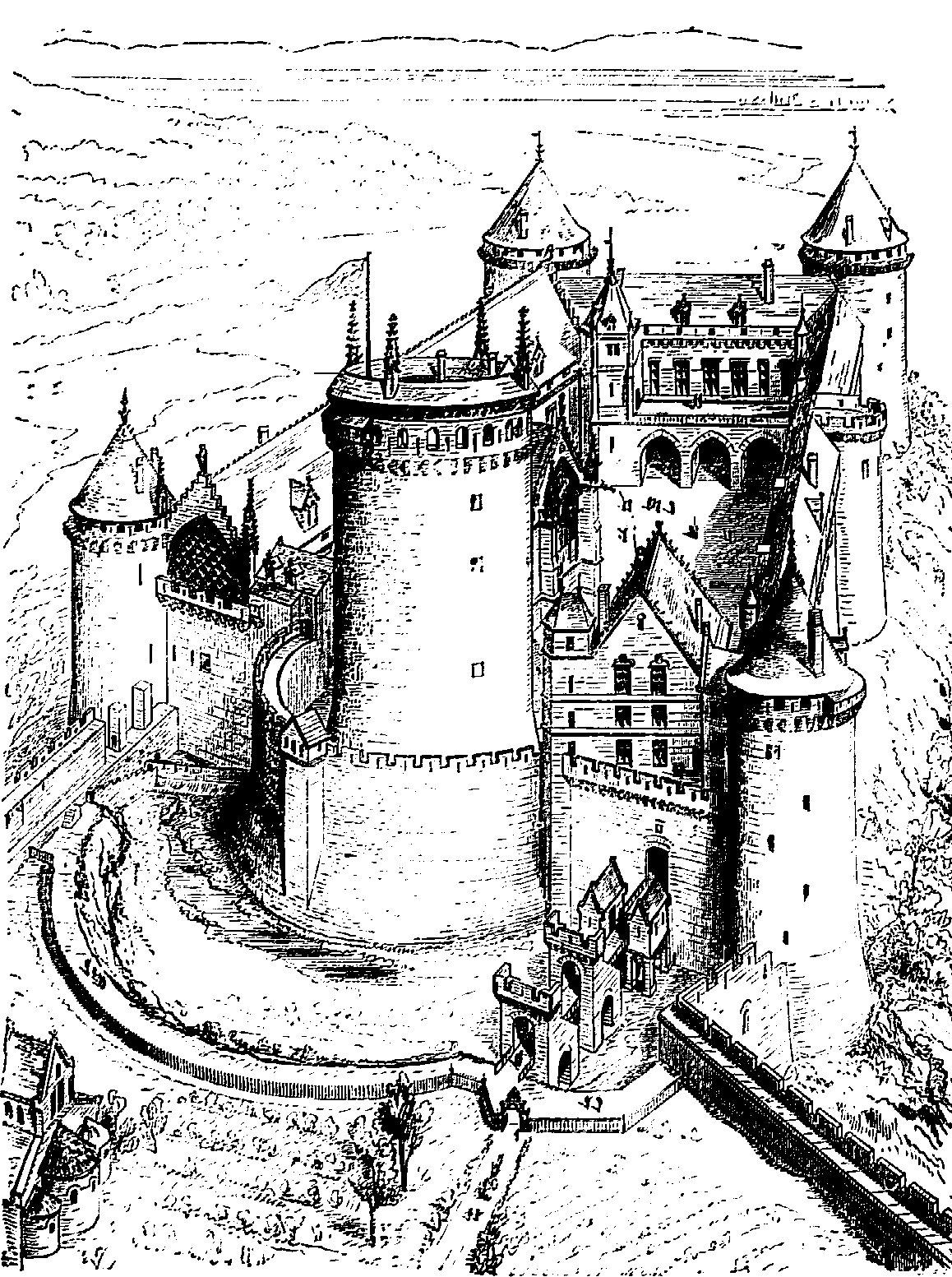
Rekonstruktion der Kernburg
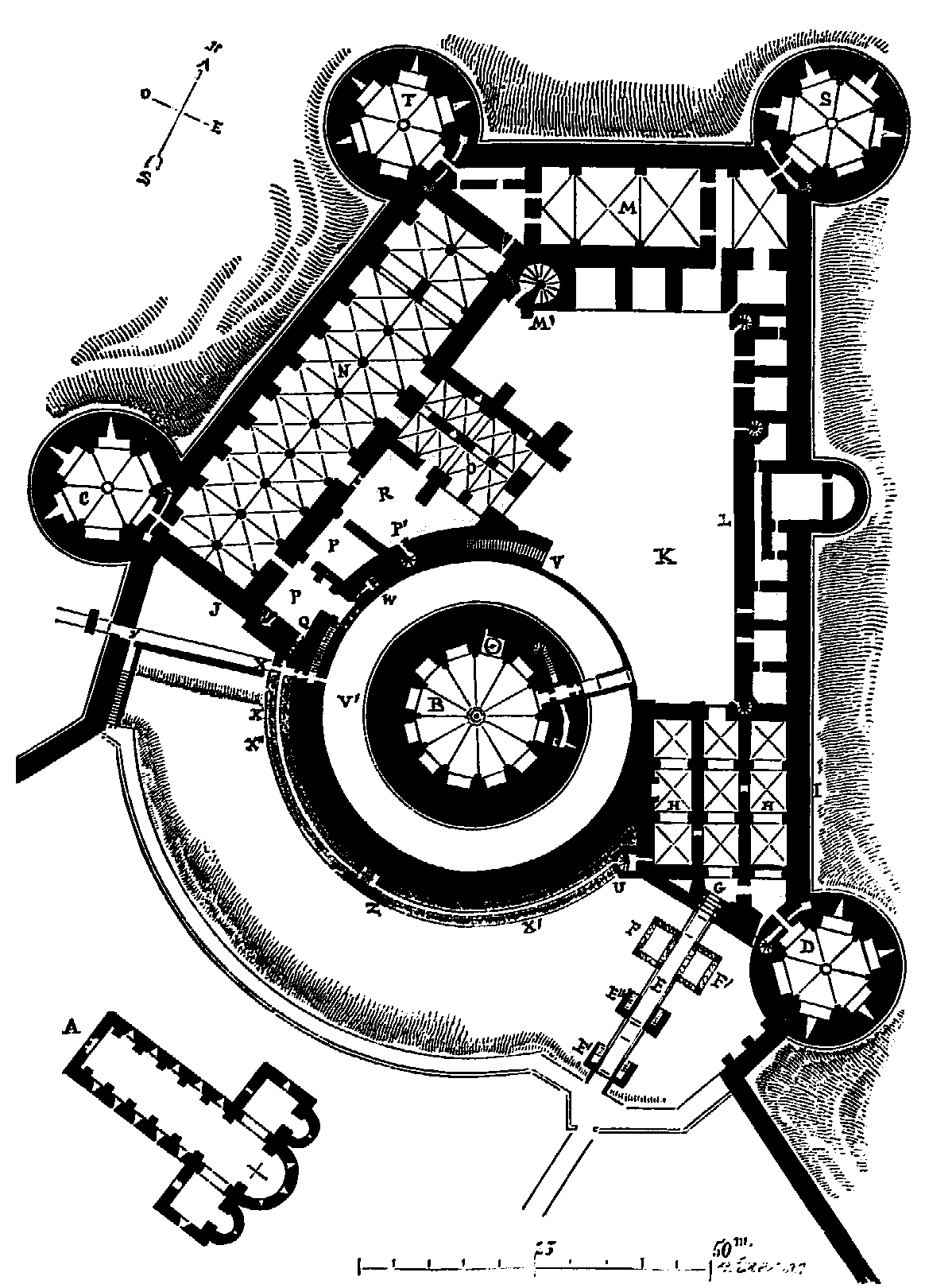
Grundriss der Kernburg vor der Sprengung

## Beschreibung
Der trapezförmigen Kernburg ist eine große, mit zahlreichen starken Flankierungstürmen bewehrte Vorburg vorgelagert. In der Art einer zweiten Vorburg schließen sich die Befestigungen der Altstadt von Coucy-le-Château an. Burg und Stadt bilden also ein zusammenhängendes, etwa 60 Meter über dem Tal liegendes Festungssystem von etwa 14 Hektar umbauter Fläche. Die Länge der Ringmauer beträgt etwa 2400 Meter.
Die Kernburg lässt ihre früheren Baumassen trotz der Sprengung noch erahnen. Die Untergeschosse der Burganlage sind noch vorhanden, vom gewaltigen Donjon nur noch der Trümmerhügel. Der Rundturm war – gemessen von der Grabensohle – etwa 60 Meter hoch, hatte eine Mauerstärke von sieben und einen Durchmesser von etwa 30 Metern. Bis zur ersten Sprengung durch die Truppen Mazarins lagen drei große, gewölbte Säle im Turm übereinander, die Treppenaufgänge befanden sich in den Außenmauern.

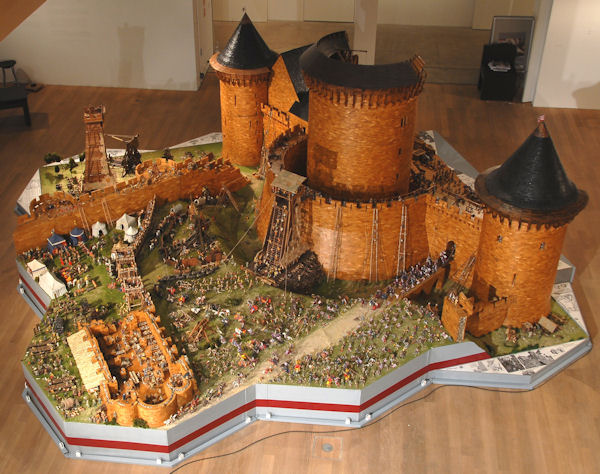
Donjon von Coucy, Maße: 6×6 m, Höhe 2,40 m, ca. 2500 Figuren

Der große Donjon erlebte vor einigen Jahren im Modell seine Wiederauferstehung. Die Gesellschaft für Internationale Burgenkunde mit Sitz in Aachen ließ die Kernburg für eine Wanderausstellung im Maßstab 1:25 nachbauen. Noch im Modell ist der Rundbau 2,4 Meter hoch. Diese Ausstellung wurde besonders in Frankreich als eine Geste der Wiedergutmachung sehr positiv aufgenommen.

## Herren von Coucy

Stammwappen derer von Coucy

- Adela, Vizegräfin von Coucy, Tochter von Letaldus de Marle (Haus Roucy)
- Aubry de Beaumont, Adelas erster Ehemann, 1058/77 Vicomte de Coucy (Haus Beaumont-sur-Oise)

Haus Boves
- Enguerrand I. de Boves, Adelas zweiter Ehemann, um 1085 Sire de Coucy, 1095 Vicomte de Coucy
- Thomas der rasende Wolf, deren Sohn, † vor 1131
- Enguerrand II., dessen Sohn, 1131/47 bezeugt
- Raoul I., dessen Sohn, † 1191
- Enguerrand III. der Große, dessen Sohn, † 1243
- Raoul II., dessen Sohn, † 1250
- Enguerrand IV., dessen Bruder, folgt 1250, † 1310

Haus Gent
- 1311–1321 Enguerrand V. Sohn des Grafen Arnold III. von Guînes und der Alix, Schwester Enguerrands IV.
- 1321–1335 Guillaume I. de Coucy, Sohn
- 1335–1346 Enguerrand VI. Sohn
- 1346–1397 Enguerrand VII., Graf von Soissons Sohn
- 1397–1400 Marie, Gräfin von Soissons, Tochter

Marie verkaufte 1400 ihre Rechte auf Coucy an Herzog Ludwig von Orléans. Dessen Enkel König Ludwig XII. vereinte Coucy mit der französischen Krondomäne.